# Roche-la-Molière
Roche-la-Molière è un comune francese di 10 493 abitanti situato nel dipartimento della Loira della regione dell'Alvernia-Rodano-Alpi.

## Società

### Evoluzione demografica
Abitanti censiti